# Heinz Guderian
Heinz Wilhelm Guderian (1888. június 17., Kulm, Németország (ma Chełmno, Lengyelország) – 1954. május 14., Schwangau (NSZK)) német tábornok, a páncélos hadviselés megújítója, a villámháborús (Blitzkrieg) taktika fő teoretikusa, aki megkerülte a Maginot-vonalat a második világháborúban.

## Élete

### Pályakezdés
Tipikus porosz katonacsaládból származott. Szülei és nagyszülei valamennyien katonák voltak. Guderian a Kelet-Poroszországban eltöltött gyermekkora után 1901. április 1-jén lett a karlsruhei katonai középiskola kadétja, majd később Berlinben a hadi akadémián folytatta tanulmányait. Katonai szolgálatát 1907-ben kezdte meg a mai Alsó-Szászországban található Goslar városka hegyivadász alakulatánál. 1908-ban hadnagyi rangot ért el. 1913-ban megnősült. Feleségével haláláig együtt élt, fiai szintén katonai pályát választottak.

### Az I. világháború és az 1920-as évek
Guderian első világháborús szolgálatát a távírászoknál kezdte. Részt vett a marne-i és a verduni harcokban. A harcokban kitüntetve magát főhadnagyi rangra, majd 1915-ben századossá lépett elő. A háború vége felé már nem volt a harctéren, hanem a német hadsereg főparancsnokságának törzskarában teljesített szolgálatot. A háború után a Reichswehrben szolgált tovább a 10. hegyivadász ezred parancsnokaként. Később három évet töltött a stettini (ma:Szczecin, Lengyelország) tiszti főiskolán, majd az utászokhoz került.
1927-ben őrnaggyá léptették elő. Berlinbe helyezték, ahol a hadiszállítás szervezése és a motorizált szállítási taktika kidolgozása volt a feladata. E minőségében szerkesztette össze a páncélos hadviselés alapvetéseit és tanulmányozta más európai államok páncélos egységeit.

### Készülődés az új háborúra
1933-ban ezredesi rendfokozatot kapott. Értekezéseket írt a motorizált hadviselés jellemzőiről és jelentős szerepe volt a német páncélosok fejlesztésének előmozdításában. Művei felkeltették Adolf Hitler érdeklődését a páncélos fegyvernem iránt. 1935. október 15-én Hitler felkérte Guderiant három páncéloshadosztály létrehozására. 1936. augusztus 1-jén vezérőrnaggyá nevezték ki.1938. február 4-én altábornagyi rangot kapott, egy nappal később a XVI. hadtest parancsnoka lett. Ezzel az alakulattal vett részt az Anschluss hadmozdulataiban és a Szudétavidék bekebelezésében.
1939 januárjában a páncélos egységek főparancsnokává lépett elő, ezáltal a Wehrmacht minden motorizált egységének kiképzéséért, technikájáért és taktikai felkészültségéért felelős lett.

### A II. világháború
A Lengyelország elleni német invázió idején a XIX. hadtestet irányította. Csapatai gyors előnyomulásáért október 12-én lovagkeresztet kapott. 1940-ben a Franciaország és Belgium elleni hadjárat során igazolta a páncélos hadviselésről alkotott nézetei életrevalóságát. Gyorsan mozgó alakulataival áttört az Ardenneken és mélyen benyomult a szövetségesek területére. A belga-francia határvidéken előretörő csapatai 1940. május 24-én elérték a La Manche csatorna partját és elvágták a Belgiumban rekedt brit-francia erőket a hátországtól. A dunkerque-i csatában közel állt a brit erők tengerbe szorításához, a támadást azonban Guderian határozott ellenkezésére Hitler leállíttatta, elegendő időt biztosítva a briteknek arra, hogy csapataikat elmenekítsék.
A Szovjetunió elleni hadjáratban Guderian vezette a 2. páncéloscsoportot, amely Fedor von Bock "Közép" hadseregcsoportjába tartozott. E hadseregcsoport hadműveleti célpontja Moszkva volt. Az idő az esőzések, majd a tél beállta előtt sürgette a német hadvezetést; Guderian páncéloscsoportját Kijevhez rendelték, ahol a "Dél" hadseregcsoport egységeit kellett segítenie. Innen indulhatott Moszkva felé, hogy a várost délről próbálja elreteszelni. Páncélosai az időjárási körülmények és az elnyúlt utánpótlási vonalak következtében "csak" Tuláig jutottak. Csapatai győzelmet arattak Kijevi csatában, Orjol és Brjanszk mellett. Sikerei oly' jelentősek voltak, hogy Hitler megbízta Moszkva bevételével. Az orosz tél azonban lehetetlenné tette a vállalkozást. Guderian csapatai csak nagy erőfeszítések árán érték el Moszkva elővárosait, ahol a Vörös Hadsereg kemény ellenállásába ütköztek. Guderian belátván kudarcát időt kért Hitlertől. Taktikai visszavonulást javasolt, hogy a csapatok a szovjet támadások és a −40 °C körüli hőmérséklet közepette is kitarthassanak tavaszig. Hitler tombolt a dühtől és eltávolította Guderiant a parancsnokság éléről. Csapatainak kiadta a visszavonulást megtiltó parancsot, melynek eredménye a moszkvai vereség lett.
1943 februárjában, a sztálingrádi vereség után Hitler visszahívta Guderiant az aktív szolgálatba. Feladata a motorizált alakulatok modernizációja. Albert Speerrel való munkájának eredményeként az előállított német páncélosok száma jelentősen emelkedett.
1944. június 20-án a Hitler elleni merénylet után Guderian a Hadsereg-főparancsnokság vezérkari főnökévé lépett elő. E minőségében tagja volt a merénylet hátterét feltáró becsületbíróságnak (Ehrenhof), mely a felderített merénylőket a bíróságnak adta ki. (Tisztként mélységesen elítélte a merényletet.) A bizottság "munkájának" eredményeként 55 német tisztet ítéltek el vagy végeztek ki.
1945. március 28-án a fronthelyzet kapcsán Guderian újból súlyosan összekülönbözött Hitlerrel. Ismét eltávolították a törzskarból és felmentették minden tisztségéből. 1945. május 10-én az amerikai csapatok fogságába esett.

### A háború utáni évek
Guderiannak felelnie kellett a háború idején elkövetett cselekményeiért. Hamarosan Nürnbergbe vitték, ahol a háborús bűnösök perében a vádlottak padjára került. A szovjetek követelték elítélését ám az angol és amerikai bíró (francia tartózkodás mellett) ártatlannak nyilvánította. Guderiant szabadlábra helyezték, az amerikai megszállási övezetben telepedett le.
Az újjászerveződő német hadseregnek azonban szüksége volt Guderian szakértelmére. 1947. június 17-étől a német hadügyminisztérium megalakulását előkészítő „Amt Blank” (~tiszta lap hivatal) írnokaként és tanácsadójaként dolgozott. Ottlétére hamarosan felfigyeltek a háborúellenes szervezetek és a Hitler elleni merényletek kapcsán kivégzett tisztek hozzátartozói, emiatt hivatalát egyre erősebb támadások érték. E hivatali évei alatt írta életrajzi kötetét, az Erinnerungen eines Soldatent. 1954. május 14-én hunyt el.
- „Nincsenek reménytelen helyzetek, csak reménytelen emberek.”
- „A tankok sikeres alkalmazása a győzelem záloga.”
- „Esetenként sokkalta keményebben kell harcolnom az elöljáróimmal, mint a franciákkal.”

## Művei
- Egy katona emlékezései (Erinnerungen eines Soldaten)

### Magyarul
- Ludwig von Eimannsberger, Heinz Guderian: Szemelvények a burzsoá katonai teoretikusok műveiből 2. A páncélos háború elméletének képviselői; Katonai Akadémia, Bp., 1971
- Harcok Normandiában. A német hadsereg a D-naptól Villers-Bocage-ig; többekkel, szerk. David C. Isby, ford. Halmai Péter; Hajja, Debrecen, 2002 (20. századi hadtörténet)
- Riadó! Páncélosok! A páncélos fegyvernem fejlődése, harcászata és hadműveleti lehetőségei; ford. S. Nyirő József; Kossuth, Bp., 1999